# Eryphus bipunctatus
Eryphus bipunctatus är en skalbaggsart som beskrevs av Perty 1832. Eryphus bipunctatus ingår i släktet Eryphus och familjen långhorningar.
Artens utbredningsområde är Paraguay. Inga underarter finns listade i Catalogue of Life.